# Штундер Зеновія Костянтинівна

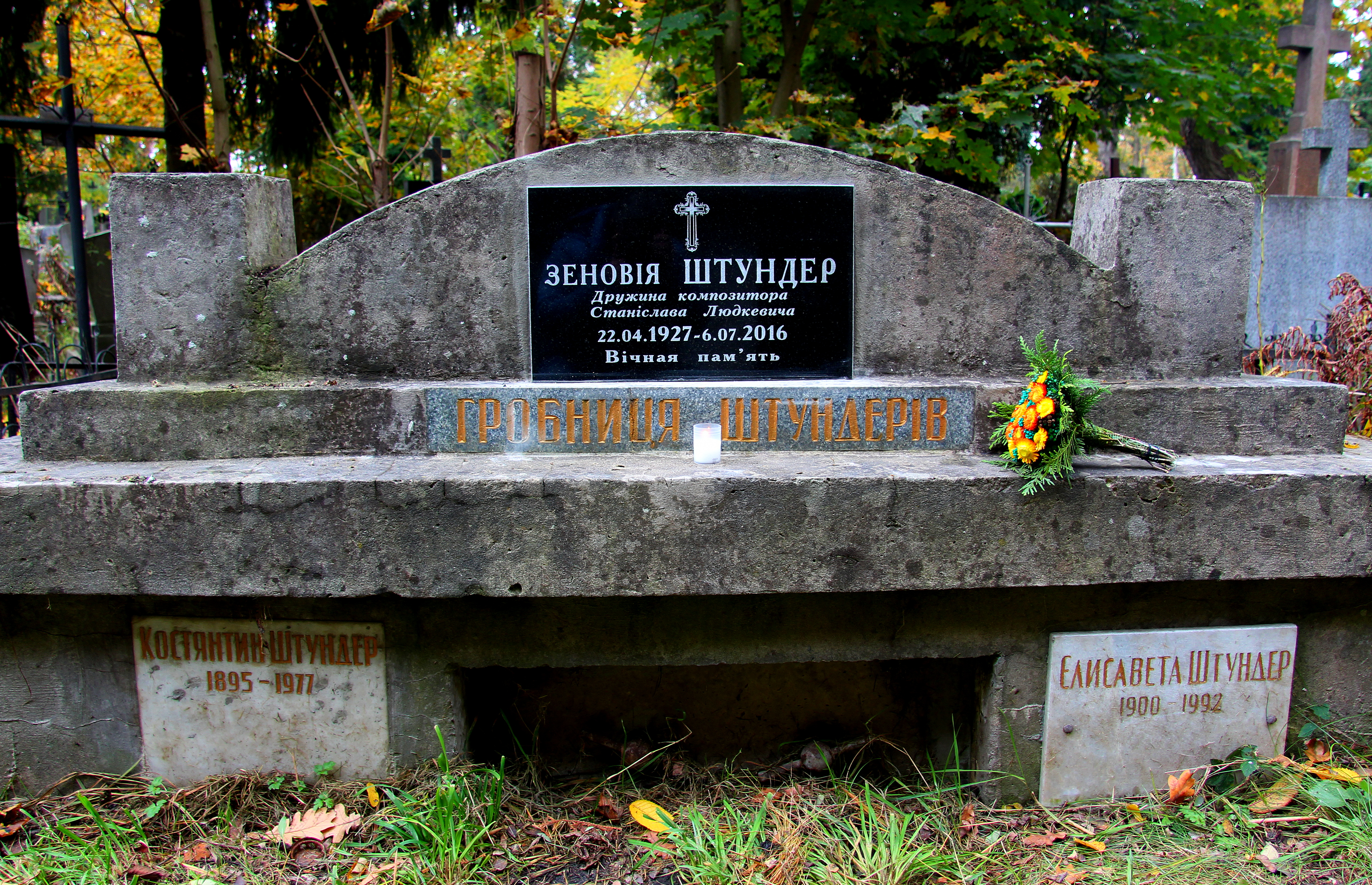

Зеновія Костянтинівна Штундер (22 квітня 1927, Брест, нині — Білорусь — 6 липня 2016, Львів) — музикознавець, фольклорист, редактор, кандидат мистецтвознавства; багатолітній асистент Станіслава Людкевича, а згодом і його дружина. Лавреат премії імені Миколи Лисенка (2009 р.) та премії Львівського міського голови з відзначення працівників музейних закладів міста Львова у номінації «Науково-видавнича діяльність» (2012 р.).

## Життєпис
Народилася 22 квітня 1927 року у місті Бресті, тепер Білорусь. Початкову освіту здобула в польській школі у Товмачі, від 1939 року в українській школі у Станіславі. У 1941—1944 роках навчалася у Станіславівській українській гімназії, опісля в школі-десятирічці. Рівночасно навчалася в Станіславівському музичному училищі по класу фортепіано. У 1948 році вступила до Львівської консерваторії на факультет історії та теорії музики, який закінчила з відзнакою 1953 році. У 1954—1957 роках навчалася в аспірантурі Київської консерваторії у професора Миколи Вілінського. У 1966 році захистила дисертацію на тему «Народно-ладові основи гармонії Миколи Лисенка» (наукові керівники М. Вілінський, С. Людкеквич).
Від 1958 року була викладачем Львівської консерваторії. З того ж року почала займатися збиранням народних пісень та інструментальної музики під час фольклорних експедицій. Як музикознавець займалася дослідженням творчості Миколи Лисенка, Миколи Леонтовича, Станіслава Людкевича та інших композиторів.
У 1960-х роках працювала асистентом професора С. Людкевича у Львівській консерваторії. Підготувала до друку збірник музикознавчих праць Станіслава Людкевича «Дослідження, статті, рецензії» (1973). Цього ж року наклад книги конфіскували, а упорядника – Зеновію Штундер звільнили з роботи як «класового ворога».
У 1995 році з ініціативи З. Штундер був створений Меморіальний музей Станіслава Людкевича, який розташований у власному будинку композитора (вона є автором експозиції), що на нинішній вул. Людкевича, 7 у Львові. В цьому будинку-музеї вона працювала впродовж двадцяти років на посаді старшого наукового співробітника. Результатом багаторічної невтомної дослідницької праці Зеновії Штундер стали фундаментальні видання: повне зібрання музикознавчих праць і публіцистики Станіслава Людкевича, що охоплює дослідження, статті, рецензії та виступи, написані чи виголошені ним від кінця XIX до початку 70-х років XX століття; двотомна монографія З. Штундер «Станіслав Людкевич. Життя і творчість» (Львів, 2005, 2009). Зиновія Штундер підготувала до друку книгу спогадів про композитора «Станіслав Людкевич у спогадах сучасників» (2010, 2-е вид. 2014).
За сприяння З. Штундер було випущено компакт-диск з архівними записами творів композитора (2004), буклет «Будинок-музей Станіслава Людкевича» (2003). У м. Ярославі (Польща), на батьківщині С. Людкевича, встановлено меморіальну таблицю на фасаді будинку школи, де працював директором батько композитора (1992), а також на пошану С. Людкевича названі вулиці у Кракові та Львові.
За вагомий внесок в історію українського музикознавства, популяризацію творчої і наукової спадщини Станіслава Людкевича кандидат мистецтвознавства Зеновія Штундер нагороджена премією імені Миколи Лисенка (2009 р.) та премією Львівського міського голови з відзначення працівників музейних закладів міста Львова у номінації: Науково-видавнича діяльність (2012 р.).
Померла 6 липня 2016 року у Львові. Похована на 10 полі Янівського цвинтаря в родинній гробниці, біля батька та матері.

## Музикознавчі праці
- Людкевич С. Дослідження, статті, рецензії / Упорядкув., вст. ст., пер. та прим. З. Штундер. — Київ: Музична Україна, 1973. — 519 с.
- Людкевич С. Дослідження, статті, рецензії. Т. 1 / Упорядкув., ред., вст. ст., пер. та прим. З. Штундер. — Львів: вид-во М. Коць, 1999. — 495 с.
- Людкевич С. Дослідження, статті, рецензії, виступи. Т. 2 / Упорядкув., ред., пер. та прим. З. Штундер. — Львів: вид-во М. Коць, 2000. — 815 с.
- Штундер З. Станіслав Людкевич. Життя і творчість. Т. 1 (1879—1939). — Львів: ПП «БІНАР», 2005. — 635 с.
- Штундер З. Станіслав Людкевич. Життя і творчість. Т. 2 (1939—1979). — Львів; Жовква: Місіонер, 2009. — 360 с.
- Станіслав Людкевич у спогадах сучасників / Упоряд. З. Штундер. — Жовква: Місіонер, 2010. — 236 с.
- Станіслав Людкевич у спогадах сучасників / Упоряд. З. Штундер. 2-е вид., доп. — Жовква: Місіонер, 2014. — 296 с.
- Штундер З. Спогади з мого життя. — Жовква: Місіонер, 2012. — 48 с.
- Штундер З. Народно-ладові основи гармонії Миколи Лисенка. — Жовква: Місіонер, 2015. — 176 с.